# نادي مديوني وهران
نادي رياضي مديوني وهران أو ما يسمى نادي مديوني وهران هو نادي كرة قدم جزائري مقرّه في وهران، تأسس في 10 ماي 1945 في حي مديوني بوهران. و قد سبق للنادي و أن لعب في دوري الدرجة الأولى في الستينات.

## الألقاب والإنجازات
- البطولة الجزائرية للقسم الأول

بطل منطقة الغرب (1 مرة) : 1963
مرتبة ثالثة (1 مرة) : 1966
- البطولة الجزائرية للقسم الثاني

البطل (1 مرة) : 1965

## لاعبون سابقون
- محمد بوحيزب
- علي شريف مصطفى
- محمد وناس

## وصلات خارجية
- بطاقة نادي مديوني وهران - موقع كووورة

لم يتم العثور على روابط لمواقع التواصل الاجتماعي.